# Финк, Матьяс
Матьяс Финк (фр. Mathias Fink; род. 18 октября 1945, Гренобль, Франция) — французский физик, специалист по применению ультразвуковых волн в биомедицинской визуализации. 
Профессор Высшей школы промышленной физики и химии Парижа, член Французской академии наук с 2003 года.

## Вклад в науку
В начале 1990-х годов, Матьяс Финк изобретает метод обращение волнового фронта для ультразвука - концепт зеркала с временным разворотом ультразвуковых волн. Это открытие находит множество применений в медицине (медицинская визуализация, ударно-волновая терапия, терапия головного мозга), при обнаружения подводных лодок, в широкополосных электромагнитных телекоммуникациях и бытовой автоматизации.

## Награды и признание
В число наград входит Серебряная медаль Национального центра научных исследований (1995). 

## Публикации
Научные публикации. на Google Scholar